# Cycas debaoensis
Cycas debaoensis är en kärlväxtart som beskrevs av Y.C. Zhong och C.J. Chen. Cycas debaoensis ingår i släktet Cycas, och familjen Cycadaceae. IUCN kategoriserar arten globalt som akut hotad. Inga underarter finns listade i Catalogue of Life.